# Malms-Kyllaj
Malms-Kyllaj är ett naturreservat och ingår i EU:s nätverk Natura 2000.. Det omfattar raukområdet på branten rakt ovanför Strandridaregården i Kyllaj